# Пшибоже (Западнопоморско войводство)
Пшибо̀же (на полски: Przyborze) е село в Северозападна Полша, Западнопоморско войводство, Лобезки окръг, община Лобез. По данни от 2011 година има 42 жители.